# Three Mounted Men
Three Mounted Men és una pel·lícula muda dirigida per John Ford i protagonitzada per Harry Carey i Neva Gerber, entre d'altres. Es va estrenar el 7 d'octubre del 1918. Es considera una pel·lícula perduda.

## Argument
En una penitenciaria de l'oest, el fill del director s'apropia dels diners del govern amb l'ajut d'un reclús antic falsificador, Buck Masters, que treballa al departament de contabilitat. Cheyenne Harry és un reclús que està en una cel·la d'aïllament a causa d'una baralla amb Buck Masters el qual, quan posteriorment és alliberat, fa xantatge al fill del director. Aquest proposa a Cheyenne un perdó prematur a canvi que aconsegueixi que Masters torni a la presó. En una petita ciutat, Harry s'enamora d'una ballarina anomenada Lola. Més tard troba Masters i li para una trampa amb connivència amb els guardes de la presó. Per això li proposa l'atracament d'una diligència per tal que sigui detingut en el moment de cometre el delicte.
Un cop capturat, Cheyenne s'assabenta que Buck Masters és el germà de la seva estimada i juntament amb els dos germans d'aquesta persegueix els guardes fins a alliberar-lo i portar-lo a la seva mare i la seva germana. Lola promet casar-se amb Harry i el seu germà li promet que es reformarà.(REF1)

## Repartiment
- Harry Carey (Cheyenne Harry)
- Joe Harris (Buck Masters)
- Neva Gerber as Lola Masters
- Harry Carter (fill del director)
- Ruby Lafayette (Mrs. Masters)
- Charles Hill Mailes (director de la presó)
- Anna Townsend (mare de Harry)
- Ella Hall